# 鴉 -KARAS-
《鴉 -KARAS-》是龍之子Production的40周年記念OVA作品。《鴉 -KARAS-》總共有六話，2005年11月開始發售第一話。在2005年發行了三話，而第四話到第六話在2007年中以後才發行。
《鴉 -KARAS-》是一部結合格鬥、偵探和鬼怪，融合奇幻與科幻的動畫，配樂上由布拉格交響樂團演出，並獲得2006第五回東京國際動畫（東京国際アニメアワード）OVA部門優秀作品獎。

## 劇情概要
《鴉 KARAS》的故事描述了一個充滿妖怪的虛構新宿裡，一個名叫乙羽的人與新宿的事。乙羽是一名「鴉」，就是由城市（由百合音作為城市意志的代理人）所認可而成的一個強大守護者。在故事裡，前任的「鴉」——迴向，意圖控制他以前保護的新宿。而乙羽和其他妖怪以及其他的「鴉」則試著對抗他。
在各卷之中都收錄有監督和製作人員的音訊評論。除此之外，在第四話中是由替一角配音的藤原啓治和替炎一角配音生天目仁美擔任評論，五話中則是由替乙羽配音的和田聰宏和替百合音配音的鈴木霞擔任。

## 登場人物

### 守護城市的人
鴉／乙羽（Karas／Otoha，配音：和田聰宏（日本）；陳廷軒（香港））
鴉是一個由城市認可的守護者角色，當乙羽（或其他的認可為鴉的人）處在「鴉」的型態時，他通常是一個武士一般的面貌，不過也曾以飛機、車子這類機械物體的面貌出現。乙羽則是新宿新的鴉，他也是一個黑道的兒子。
手持「烏眠刃」。絕招「飛影斬月」。
百合音（Yurine，配音：鈴木霞（日本）；曾佩儀（香港））
一個百合音是一個都市的意志的代理人，藉由一個百合音的指定，可以選出一個城市的鴉。除了新宿的百合音以外，也曾出現過其他都市的百合音。
炎（Homura，配音：生天目仁美（日本）；黃玉娟（香港））
炎是其他都市的鴉，當新宿陷入危機時，也曾介入並幫助對抗迴向。
先代鴉

### 人間界
雛琉（Hinaru，配音：涉谷飛鳥（日本）；曾秀清（香港））
為了達成「在藝能界成功」的夢想而來到東京的少女。為了報導謎樣的連續殺人事件「傳聞的現場」（噂の現場）而來到新宿車站。
吳鳴海（Kure Narumi，配音：鳥畑洋人（日本）；葉振聲（香港））
隸屬於干涉事件對策課，相當現實主義的警員。上任不久就在新宿車站遇到奇怪的事件。
鷺坂實（Sagisaka Minoru，配音：後藤哲夫（日本）；梁志達（香港））
新宿署干涉事件對策課的刑警，為了證明女兒「看見了妖怪」的說法而處處奔走。
鷺坂良子（Sagisaka Yoshiko，配音：千葉紗子（日本）；林元春（香港））
鷺坂實的女兒，在經歷了神祕的殺人事件以後是班上唯一的生還者（本人稱是妖怪所為），因為精神上的驚嚇，在大久保東醫院住院多年。
新宿署署長（配音：納谷六朗（日本）；林國雄（香港））
也是御座眾之一，造成良子住院的元兇

### 妖怪世界
鵺（Nue，配音：藤原啟治（日本）；陳卓智（香港））
雨降小僧（配音：小櫻悅子（日本）；梁少霞（香港））
禮治（Reiji，配音：日野聰（日本））
鵺的弟弟。

### 御座眾
鳳春院迴向（Hōshunin Ekou，配音：櫻井孝宏（日本）；梁偉德（香港））
前任守護城市的鴉——廻向鴉。
河童（Kappa，配音：梁田清之（日本））
第壹話登場的御座。在人間界的身份是有名的摔角手「水虎」。
輪入道（Wanyudo，配音：大川透（日本）；香港：黃子敬（香港））
第弐話登場的御座。
土蜘蛛（TsuchiGumo，配音：渡邊美佐（日本）；香港：雷碧娜（香港））
鐮鼬（KamaItachi，配音：西村朋紘（日本）；香港：林國雄（香港））

## 集數
| 話數   | 日文標題 | 中文標題          | 劇本            | 分鏡                               | 演出              | 作畫監督                                               | 總作畫監督 | 發行日期       |
| ------ | -------- | ----------------- | --------------- | ---------------------------------- | ----------------- | ------------------------------------------------------ | ---------- | -------------- |
| 第壹話 |          | 鴉 開眼 OVERTURE  | 本田雅也        | 中村健治                           | 中村健治          | 高田晃 工原しげき（アクション） 橋本敬史（友情）       | 羽山賢二   | 2005年5月28日  |
| 第貳話 |          | 火炎輪 INFERNO    | 本田雅也        | 佐藤敬一 荒川眞嗣                  | 鈴木薫            | 佐光幸惠 山根理宏（メカ）                              | 羽山賢二   | 2005年10月29日 |
| 第話   |          | 滅 覺醒 REVIVE    | 吉田伸          | 佐藤敬一 高木茂樹 橋本敬史(特技)   | 佐藤敬一 寺沢伸介 | 小林理 石丸賢一（レイアウト） 工原しげき（アクション） | 羽山賢二   | 2005年11月26日 |
| 第話   |          | 人 乙羽 SACRIFICE | 吉田伸          | 玉川真人 佐藤敬一 橋本敬史〔特技〕 | 佐藤敬一          | 工原しげき 初見浩一 松田勝巳 羽山賢二 高田晃           | 高田晃     | 2007年8月24日  |
| 第伍話 |          | 幻想區 ENGAGE     | 本田雅也 吉田伸 | 片山一良                           | 山崎浩司          | 高田晃 工原しげき 鈴木勤 初見浩一 柴田淳               | 羽山賢二   | 2007年9月28日  |
| 第話   |          | 真傳說 EXISTENCE  | 吉田伸          | 山下明彦 佐藤敬一                  | 佐藤敬一 中村健治 | 羽山賢二 千葉崇洋                                      | 羽山賢二   | 2007年10月26日 |

## 製作人員
- 企劃、原案、監督：佐藤敬一
- 角色設計：羽山賢二
- 美術設計：佐藤肇
- 妖怪設計：安藤賢司
- 劇本：吉田伸
- CG首席動畫師：
- CG總監：山田豐德
- 特技監督：橋本敬史（日语：橋本敬史）
- 音樂：池賴廣
- 管弦樂演奏：布拉格交響樂團（Symfonický orchestr hl. m. Prahy FOK）
- 交響樂團演奏指揮：馬力歐‧克萊門斯
- 音響監督：明田川仁
- 音響製作：Magic Capsule（マジックカプセル）
- 音響效果：今野康之
- 剪接編輯：奥田浩史（日语：奥田浩史）
- 製作：龍之子
- 出版商：東芝娛樂（東芝エンタテインメント）（因為公司名的變更，自四話以後影片裡改稱SHOWGATE（ショウゲート））
- 代理商：松竹

## 主題曲

### 片尾曲
（Selenite）（第1話 - 第3話）
作詞、作曲：Rurutia　編曲：Rurutia & 佐藤鷹　主唱：Rurutia
「Under Fire」（第4話、第5話）
作詞：Sasha Antonis　作曲：池賴廣　主唱：Sasha Antonis

## 公開放映
自2006年4月6日起至6月6日曾在Xbox Live上免費放映第一話的部分。

## 原聲帶
01 鴉　顕在（漆黒の闘い編） (4'38)
02 鴉　顕在（冥王誕生編） (3'23)
03 Ｄｏｎ’ｔ　ｐａｓｓ　ａｗａｙ (2'10)
04 彷徨う記憶 (0'37)
05 契約の鏡 (2'22)
06 崇高な邪念 (2'52)
07 煉獄からの誘い (0'31)
08 雷帝の撃槌 (2'51)
09 魍魎の宴 (1'28)
10 魂の邂逅 (3'06)
11 心の襞 (1'06)
12 ＲＥＶＥＬＡＴＩＯＮ (2'09)
13 置き忘れた心 (1'25)
14 深遠なる想い (2'14)
15 百鬼夜行 (0'36)
16 崩壊の予兆 (1'11)
17 絶望の光 (1'24)
18 鴉真生 (2'02)
19 冥界への墜落 (7'31)
20 新たな躍動 (2'03)
21 希望 (1'18)
22 鴉－ＫＡＲＡＳ－ (3'09)
23 終宴 (0'49)
24 Ｕｎｄｅｒ　Ｆｉｒｅ (4'35)

## 外部連結
- （日語）「：　鴉　-KARAS-　：」 （页面存档备份，存于）動畫官方網站
- （日語）「鴉　-KARAS-」 （页面存档备份，存于）龍之子官方網站
- （日語）「鴉-KARAS-」 （页面存档备份，存于）AT-X官方網站

| 翡翠台 星期日 00:15－01:25           | 翡翠台 星期日 00:15－01:25         | 翡翠台 星期日 00:15－01:25 |
| ------------------------------------ | ---------------------------------- | -------------------------- |
|                                      | 鴉 （2008年1月6日－1月20日）       |                            |
| 死亡筆記 （2007年8月19日－12月30日） | 火影忍者 （2008年1月27日－8月3日） |                            |